# Szerb János
Szerb János (Budapest, 1951. január 7. – Bécs, 1988. október 6.) orientalista, tibetológus, költő. Anyja Szerb Antalné, Bálint Klára, nagybátyja Bálint Endre, festő. Szerb Antal édesapja, Szerb Károly adoptálta.

## Élete
Az ELTE Bölcsészettudományi Karán végzett magyar–angol–tibeti szakon (1980). Tibeti történelemből doktorált 1982-ben. 1980-tól az MTA, majd 1982-től a Bécsi Egyetem nemzetközi hírnévnek örvendő tibetológus munkatársa. 1988 októberében önkezével véget vetett életének.
Szerb a magyar neoavantgárd, a magyar "tilos művészet" egyik legfiatalabb tagjaként a hetvenes-nyolcvanas években költészeti akciókkal jelentkezett és verseket jelentetett meg az ELTE Jelenlét című folyóiratában.
Ironikus "Gesztája" a hetvenes évek budapesti rendszerkritikus értelmiségijeiről, művészeiről szóló, Petri György alakja köré szőtt pamflet. 1990-ben Szerb János posztumusz verseskötetét Ha megszólalnék címmel Petri állította össze.

## Főbb művei
- Some Glosses on the Oeuvre of Bla-ma 'Phags-pa I–IV. (Budapest, Bécs, 1983–1988)
- Buston's History of Buddhism in Tibet (Bécs, 1990)
- Ha megszólalnék; vál., szerk., utószó Petri György; Orpheusz Könyvek, Bp., 1990
- A Buddhist terminological dictionary. The Mongolian Mahāvyutpatti; szerk. Sárközi Alice, közrem. Szerb János; Akadémiai–Harrassowitz, Bp.–Wiesbaden, 1995 (Bibliotheca orientalis Hungarica)